# Majdan Sopocki Drugi
Majdan Sopocki Drugi is een plaats in het Poolse district  Tomaszowski (Lublin), woiwodschap Lublin. De plaats maakt deel uit van de gemeente Susiec en telt 712 inwoners.